# Dack Rambo
Dack Rambo (13 de noviembre de 1941 - 21 de marzo de 1994) fue un actor estadounidense.

## Biografía
Su verdadero nombre era Norman Jay Rambo, y nació en Earlimart, California. Rambo tenía un hermano gemelo, Orman Ray "Dirk" Rambo, que falleció en un accidente de tráfico en 1967.
Tras mudarse a Los Ángeles en la década de 1960, ambos hermanos fueron descubiertos por la actriz Loretta Young, que les escogió para trabajar en su show de CBS The New Loretta Young Show. En 1967 Rambo hizo el papel de Jeff Sonnett en The Guns of Will Sonnett, y fue coprotagonista de un spin-off de la serie Gunsmoke, Dirty Sally. Posteriormente fue artista invitado en Marcus Welby, M.D., House Calls, All My Children, La Isla de la Fantasía, The Love Boat, Hotel, y Murder, She Wrote.
De todas sus interpretaciones, quizás las más destacadas fueron la del nieto de Walter Brennan en la serie de ABC The Guns of Will Sonnett, como Jack Ewing en la producción de CBS Dallas, y como Grant Harrison en la soap opera de la NBC Another World. 
Mientras trabajaba en esa última serie en 1991, Rambo supo que había sido infectado por el virus VIH. Poco después abandonó la serie y se retiró de la interpretación. Rambo anunció posteriormente que era positivo al VIH y que era bisexual.
Dack Rambo falleció en 1994 en Delano, California, a los 52 años de edad a causa de complicaciones producidas por el sida. Fue enterrado en el Cementerio North Kern de Delano.

## Filmografía seleccionada
| Cine       | Cine                            | Cine                             | Cine                                    |
| Año        | Film                            | Papel                            | Observaciones                           |
| ---------- | ------------------------------- | -------------------------------- | --------------------------------------- |
| 1970       | Which Way to the Front?         | Terry Love                       |                                         |
| 1981       | Ricas y famosas                 | Kent                             | Sin créditos                            |
| 1989       | The Spring                      | Andy                             |                                         |
| 1990       | Ultra Warrior                   | Kenner                           | Otro título: Welcome to Oblivion        |
| Televisión |                                 |                                  |                                         |
| Año        | Título                          | Papel                            | Observaciones                           |
| 1962-1963  | The New Loretta Young Show      | Peter Massey                     | 3 episodios                             |
| 1965       | Never Too Young                 | Tim                              | Episodios desconocidos                  |
| 1967       | The Iron Horse                  | Teniente Shelby                  | 1 episodio Acreditado como Norman Rambo |
| 1967-1969  | The Guns of Will Sonnett        | Jeff Sonnett                     | 50 episodios                            |
| 1971       | The Man and the City            | Holland, Jr.                     | 1 episodio                              |
| 1971       | Cannon                          | Bryan Gibson                     | 1 episodio                              |
| 1973       | Owen Marshall: Counselor at Law | Don                              | 1 episodio                              |
| 1974       | Dirty Sally                     | Cyrus Pike                       | 13 episodios                            |
| 1975       | The Rookies                     | Tommy Locke                      | 1 episodio                              |
| 1977       | Wonder Woman                    | Andros                           | 2 episodios                             |
| 1977       | Tabitha                         | Ted                              | 1 episodio                              |
| 1978-1979  | Sword of Justice                | Jack Cole                        | 10 episodios                            |
| 1980       | Los Ángeles de Charlie          | Steve                            | 1 episodio                              |
| 1984       | Paper Dolls                     | Wesley Harper                    | 13 episodios                            |
| 1985-1987  | Dallas                          | Jack Ewing                       | 51 episodios                            |
| 1988       | Hunter                          | Ayudante de fiscal Jason Leffler | 1 episodio                              |
| 1989       | Highway to Heaven               | Larry Nichols                    | 1 episodio                              |